# Heineken (sör)
A Heineken világos sör 5%-os alkoholtartalommal, amelyet a holland Heineken gyárt.

## Története
1864. február 15-én Gerard Adriaan Heineken (1841–1893) meggyőzte a tehetős anyját, hogy megvásárolja a "De Hooiberg" nevű amszterdami sörfőzdét. 1873-ban alakult meg a Heineken Bierbrouwerij Maatschappij cég, és az első Heineken márkanevű sör is ekkor készült el. 1875-ben megnyerte az Arany Medált Párizsban, így megkezdődött az ottani árusítás. 64 000 hektoliternyi mennyiséget adtak el a sörből abban az időben, ezáltal ők lettek a legnagyobb sörexportőrök.
2013-ban a Heineken több vezető alkoholosital-gyártó céghez csatlakozott egy megállapodás értelmében, hogy csökkentse a káros alkoholfogyasztást.
2013. február végén a Heineken áttért a barna üvegekről a zöld üvegek gyártására.
2014-ben ünnepelték a százötvenedik évfordulójukat.
Az eredeti sörfőzde, ahol Gerard Adriaan Heineken először elkészítette a Heineken sört, ma a Heineken Experience Museum.
2017-ben jelentették meg első alkoholmentes sörüket Heineken 0.0 néven. Íz szempontjából pozitívan értékelték, majdnem ugyanolyan ízűnek tartották, mint az alkoholos változatot, annak ellenére, hogy a Heineken szerint nem ugyanolyan ízűek. Továbbá kevesebb kalóriát és cukrot tartalmaz, mint egy üdítőital.
2021 februárjában bejelentették, hogy 8000 dolgozójukat elbocsátják, miután 2020-as jelentésük szerint 247,6 millió dollárt vesztettek.

## Gyártás
1975 óta a legtöbb Heineken sört a holland Zoeterwoude-ben gyártják. A sört több, mint 170 országban forgalmazzák. A sört az Egyesült Királyságban, Írországban, Indiában, Szerbiában, Új-Zélandon, Costa Ricában és Saint Luciában is gyártják.

## Szponzoráció
A Heineken az UEFA Bajnokok Ligájának támogatója, illetve a rögbi világkupát is szponzorálta.
1997 óta a James Bond franchise támogatója is, hét filmben szerepelt. Ezáltal ez a cég legnagyobb marketing platformja.
2016-ban a Formula–1 versenysorozat szponzora lett.